# Hyperythra rufifimbria
Hyperythra rufifimbria är en fjärilsart som beskrevs av W. Warren 1896. Hyperythra rufifimbria ingår i släktet Hyperythra och familjen mätare. Inga underarter finns listade i Catalogue of Life.